# Musikjahr 1643
Liste der Musikjahre

◄◄ | ◄ | 1639 | 1640 | 1641 | 1642 | Musikjahr 1643 | 1644 | 1645 | 1646 | 1647 | ► | ►►

Weitere Ereignisse
Dieser Artikel behandelt das Musikjahr 1643.

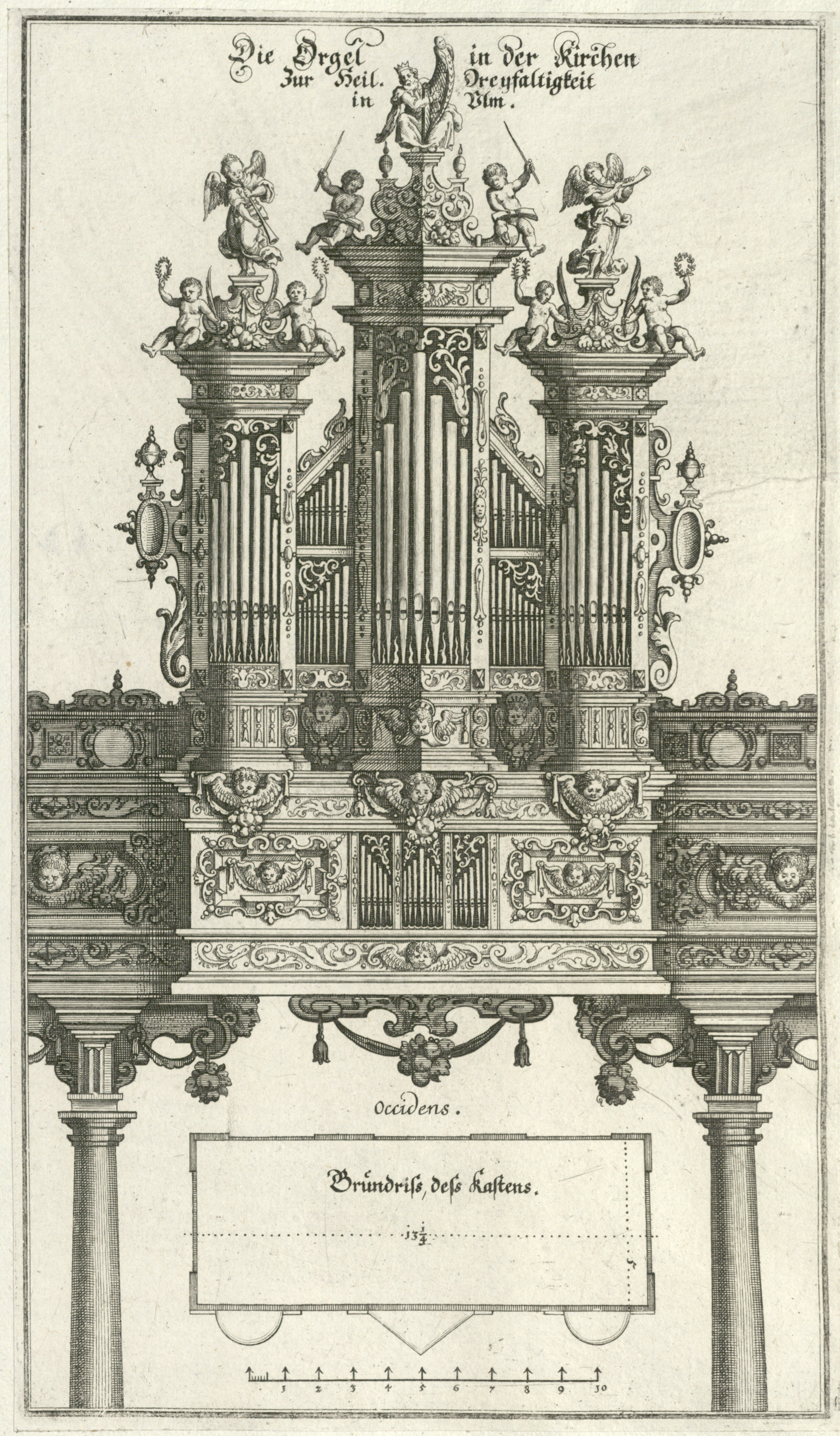
Orgelstich aus dem Jahr 1643 von Matthäus Merian: Die für eine Kirche in Ulm 1641 erbaute Ehemann-Orgel

## Ereignisse
- Johann Crüger lernt den berühmten Kirchenliederdichter Paul Gerhardt kennen, für den er verschiedene geistliche Lieder vertont.
- Michel Mazuel gehört von 1643 bis 1674 den „24 violons du Roi“ in Paris an.
- Johann von Rist veröffentlicht seine Himmlische Lieder, die später von Johann Sebastian Bach vertont werden.
- Die Oper L’Egisto von Francesco Cavalli auf ein Libretto von Giovanni Faustini wird im Teatro San Cassiano in Venedig uraufgeführt.

## Instrumental- und Vokalmusik (Auswahl)
- Antonio Maria Abbatini
  - Dulcissima Virgo á 2 und Alma parens á 3 v., in: Berretti: Scelta di Mot.
  - Honorem date Deo 3 v. und Bona Jesu 3 v., in: Florido: Concentus sacras.
- Carlo Milanuzzi
  - Ariose vaghezze zu einer und zwei Stimmen mit Begleitung, 9. Buch, op. 20, Venedig: Alessandro Vincenti
  - Concerto sacro de salmi intieri zu zwei und drei Stimmen, 2. Buch, op. 21, Venedig: Alessandro Vincenti
- Cornelis Thymanszoon Padbrué
  - Eere-krans... (geschrieben für die Hochzeit von Constantin Sohier und Catharina Koymans)
  - ’t Lof van Jubal..., op. 3 (Sammlung von Madrigalen und Motetten)
- Marco Scacchi – Cribrum musicum

## Musiktheater
- Francesco Cavalli – L’Egisto
- Claudio Monteverdi – L’incoronazione di Poppea
- Filiberto Laurenzi – La finta savia, Libretto Giulio Strozzi

## Geboren

### Geburtsdatum gesichert
- 22. Februar: Johann Burckard Rosler, deutscher Verwaltungsjurist und evangelischer Kirchenlieddichter († 1708)
- 01. April: Christian Demelius, deutscher Komponist († 1711)
- 03. Juli: Alessandro Stradella, italienischer Violinist, Sänger und Komponist († 1682)
- 28. Juli: Antonio Tarsia, italienischer Komponist († 1722)
- 25. Oktober: Georg Ludwig Agricola, deutscher Musiker († 1676)
- 20. Dezember (getauft): Johann Adam Reincken, deutscher Komponist († 1722)

### Geboren um 1643
- Marx Augustin, deutscher Bänkelsänger, Sackpfeifer und Stegreifdichter († 1685)
- Marc-Antoine Charpentier, französischer Komponist († 1704)
- Gabriel Reilich, Organist und Komponist in Hermannstadt († 1677)

## Gestorben

### Todesdatum gesichert
- 05. Januar: Juan Bautista Comes, spanischer Komponist und Kapellmeister (* um 1582)
- 23. Januar: Gabriel Voigtländer, deutscher Trompeter und Liederdichter (* um 1596)
- 25. Februar: Marco da Gagliano, italienischer Komponist (* 1582)
- 01. März: Girolamo Frescobaldi, italienischer Organist und Komponist (* 1583)
- 20. April: Christoph Demantius, deutscher Komponist (* 1567)
- 17. Mai: Giovanni Picchi, italienischer Lautenist, Organist und Komponist (* um 1571)
- 29. November: Claudio Monteverdi, italienischer Komponist, Gambist, Sänger und katholischer Priester (* 1567)
- 08. Dezember: Antoine de Boësset, französischer Sänger und Komponist (* zwischen 1585 und 1587)

### Genaues Todesdatum unbekannt
- Joan Romanyà, katalanischer Benediktinermönch, Kapellmeister, Organist und Komponist (* um 1615)

### Geboren nach 1643
- Guillaume Bouzignac, französischer Chorleiter und Komponist (* um 1587)